# Catalina Saavedra
Catalina Saavedra (Viña del Mar, 8 de janeiro de 1968) é uma atriz chilena. Ela é mais conhecida do público internacional por interpretar a personagem-título no filme A Criada de 2009.

## Filmografia
| Ano  | Título                   | Papel           | Nota(s)                                                          |
| ---- | ------------------------ | --------------- | ---------------------------------------------------------------- |
| 1997 | El Bidón                 |                 | curta-metragem                                                   |
| 1997 | Volando Voy              | Luchita         | curta-metragem dirigido por Miguel Littín                        |
| 1999 | Salmón a lo Pobre        |                 | curta-metragem                                                   |
| 2002 | La Perra                 |                 |                                                                  |
| 2007 | Normal con Alas          |                 |                                                                  |
| 2007 | La Vida me Mata          |                 |                                                                  |
| 2008 | 31 Minutos, La Película  | Cachirula (voz) | Melhor Filme de Animação no Festival de Havana                   |
| 2008 | Chile Puede              | Magda           | Apoiado pelo National Council For Arts & Culture, Chile          |
| 2008 | Ausente                  |                 |                                                                  |
| 2008 | Mami Te Amo              |                 |                                                                  |
| 2008 | Secretos                 |                 |                                                                  |
| 2009 | The Dancer and the Thief | Madre Ángel     | Dirigido por Fernando Trueba                                     |
| 2009 | La nana                  | Raquel          | Melhor Filme do Sundance Film Festival Indicado ao Golden Globes |
| 2011 | Old Cats                 |                 |                                                                  |
| 2014 | The Quispe Girls         | Lucía Quispe    | Dirigido por Sebastián Sepúlveda.                                |
| 2018 | Marilyn                  |                 |                                                                  |
| 2019 | Ema                      |                 | Pós-produção                                                     |